# Then and Now (album des Who)
Cet article concerne l'album des Who. Pour l'album d'Emerson, Lake and Palmer, voir Then and Now.
Pour les articles homonymes, voir Then and Now.
Albums de The Who
20th Century Masters: The Millennium Collection: The Best of The Who
(2002) The 1st Singles Box
(2004)
Then and Now est une compilation des plus grands succès du groupe britannique The Who sortie en 2004 chez Polydor (international) et Geffen (aux États-Unis).
Elle comprend deux titres inédits, Real Good Looking Boy (un hommage à Elvis Presley) et Old Red Wine (un hommage à John Entwistle, mort en 2002), les premiers titres originaux des Who depuis Dig, parue en 1989 sur l'album de Pete Townshend The Iron Man. On retrouve Greg Lake à la basse et Zak Starkey, le fils de Ringo Starr, à la batterie sur la pièce Real Good Looking Boy. 
Then and Now a été rééditée en 2007, avec It's Not Enough (tirée de l'album Endless Wire) à la place de Old Red Wine. Summertime Blues a également été remplacée par Baba O'Riley.

## Titres
Toutes les chansons sont de Pete Townshend, sauf mention contraire.
1. I Can't Explain – 2:06
2. My Generation – 3:18
3. The Kids Are Alright – 2:46
4. Substitute – 3:48
5. I'm a Boy – 2:37
6. Happy Jack – 2:11
7. I Can See for Miles – 4:07
8. Magic Bus – 3:20
9. Pinball Wizard – 3:02
10. See Me, Feel Me – 3:26
11. Summertime Blues (Live) (Cochran, Capehart) – 3:25
12. Behind Blue Eyes – 3:41
13. Won't Get Fooled Again – 8:32
14. 5:15 – 5:02
15. Love, Reign O'er Me – 3:10
16. Squeeze Box – 2:42
17. Who Are You – 5:05
18. You Better You Bet – 5:37
19. Real Good Looking Boy (Townshend, Creatore, Peretti, Weiss) – 5:42
20. Old Red Wine – 3:43

## Musiciens
The Who
- Roger Daltrey : chant
- Pete Townshend : guitare, synthétiseur, claviers, chant
- John Entwistle : basse, chant
- Keith Moon : batterie, percussions

Musiciens supplémentaires
- Kenney Jones : batterie sur You Better You Bet
- Rod Argent : piano sur Who Are You
- Andy Fairweather-Low : chœurs sur Who Are You
- Greg Lake : basse sur Real Good Looking Boy
- Pino Palladino : basse sur Old Red Wine
- John Bundrick : piano sur Real Good Looking Boy, orgue Hammond, orgue et piano sur Old Red Wine
- Chris Stainton : piano sur 5:15
- Zak Starkey : batterie sur Real Good Looking Boy et Old Red Wine
- Simon Townshend : guitare et claviers sur Real Good Looking Boy